# Inachos (Argolide)
Pour les articles homonymes, voir Inachos (homonymie).
L'Inachos (en grec moderne Ίναχος / Ínakhos) ou Panista (Πάνιτσα / Pánitsa) est un fleuve de Grèce qui coule en Argolide, dans le Péloponnèse.

## Géographie
L'Inachos prend ses sources dans les montagnes de l'ouest de l'Argolide, près de l'actuel village de Lyrcée (Lyrkía), dans le dème d'Argos-Mycènes.
Les textes antiques divergent légèrement sur ses sources de l'époque. Pausanias le Périégète affirme que le fleuve prend sa source sur le mont Artémision, près des limites de l'Arcadie, tandis que le géographe Strabon situe sa source sur le mont Lyrceion, un contrefort de l'Artémision au nord. Il a pour affluent le Céphise qui prend sa source sur le Lyrceion.